# Enrique Francisco
Enrique Fernández Francisco (Madrid, España, 20 de enero de 1950) es un exfutbolista español que se desempeñaba como centrocampista.

## Clubes
| Club                           | País   | Año       |
| ------------------------------ | ------ | --------- |
| Getafe Deportivo               | España | 1974-1975 |
| Rayo Vallecano                 | España | 1975-1980 |
| Real Sociedad Deportiva Alcalá | España | 1980-1981 |